# Between the Buried and Me (album)
Between the Buried and Me è il primo album in studio del gruppo musicale statunitense omonimo, pubblicato il 30 aprile 2002 dalla Lifeforce Records.

## Tracce
1. More of Myself to Kill – 6:51
2. Arsonist – 4:53
3. Aspirations – 5:48
4. What We Have Become – 5:12
5. Fire for a Dry Mouth – 6:08
6. Naked by the Computer – 5:37
7. Use of a Weapon – 4:53
8. Shevanel Cut a Flip – 9:28

## Formazione
Gruppo
- Nick Fletcher – chitarra
- Will Goodyear – batteria
- Jason King – basso
- Tommy Rogers – voce, tastiera
- Paul Waggoner – chitarra

Produzione
- Jamie King – produzione, registrazione, montaggio, missaggio
- Alan Douches – mastering